# Leopold Koenig
Leopold Koenig (* 25. November 1821 in Sankt Petersburg; † 17. Dezember 1903 ebenda) war ein deutscher Unternehmer.
Leopold Koenig war Vater des Zoologen Alexander Koenig (dem Gründer des Naturhistorischen Museums Alexander Koenig) und des Gutsbesitzers Carl Koenig, sowie Großvater von Hertha Koenig.

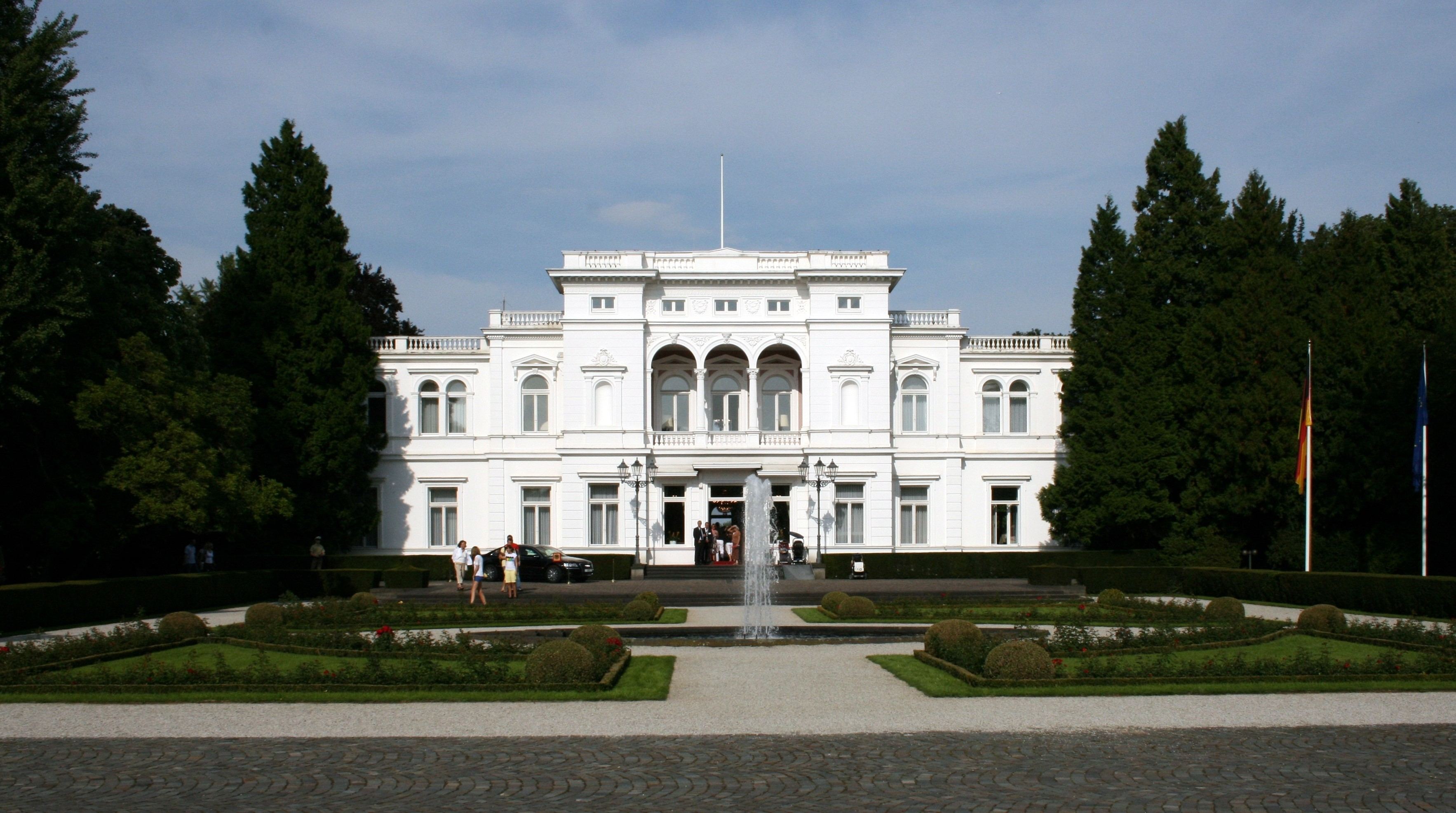
Villa Hammerschmidt

Er machte eine Lehre als Zuckersieder und kaufte 1848 seine erste Zuckerfabrik in Sankt Petersburg. 15 Jahre später war er bereits Marktbeherrscher in Russland. 1867 zog er mit seiner Familie nach Bonn und erwarb eine Villa in der Coblenzer Straße (heute: Adenauerallee). In den 1870er Jahren ließ er die Villa erweitern und umbauen.
Leopold Koenig war sehr aktiv in der evangelischen Kirchengemeinde und spendete eine beträchtliche Summe für den Neubau der Kreuzkirche am Bonner Kaiserplatz. Ab 1868 war er Mitglied der Lese (Bonn).
Aus gesundheitlichen Gründen musste die Familie Koenig Mitte der 1880er Jahre Bonn verlassen und zog nach Cannes.
1881 erwarb er in Schariwka im Gouvernement Charkow den Schariwka-Palast.
1889 traf er in St. Petersburg den Industriellen Rudolf Hammerschmidt und verkaufte ihm seine Bonner Villa, die dieser 1901 bezog. 1950 erwarb die Bundesrepublik das Anwesen und machte es zum Amtssitz des Bundespräsidenten (Villa Hammerschmidt).
Als er 82-jährig starb, hinterließ er die Söhne Carl, Leopold, Alexander, Friedrich und Julius. Diese gründeten die Compagnie „L.E. Koenig Nachfahren“, welche ab 1913 von Julius Koenig geleitet wurde. Dieses Unternehmen beschäftigte in Russland (und der heutigen Ukraine) mehr als 20.000 Arbeiter in Zuckerfabriken, Holz- und Parkettfabriken, Molkereien, in der Schokoladenherstellung und in der Weinproduktion. Sämtlicher Besitz wurde nach 1918 von den Bolschewiken verstaatlicht und die Familie emigrierte nach Deutschland, unter anderem nach Bonn und Blücherhof.